# Heteropoda simplex
Heteropoda simplex là một loài nhện trong họ Sparassidae.
Loài này thuộc chi Heteropoda. Heteropoda simplex được miêu tả năm 2000 bởi Peter Jäger & Ono.